# Inzidentalom
Inzidentalom (auch Inzidentom, englisch Incidentaloma) ist ein abgeleiteter Neologismus für das angelsächsische incidental tumor. Damit wird eine Raumforderung (ein Tumor) bezeichnet, der zufällig, meist bei radiologischen Untersuchungen oder anderen bildgebenden Verfahren gefunden wird, ohne dass klinische Symptome oder ein Anfangsverdacht vorliegen. Ärzte sprechen von Zufallsbefunden.
Ein häufiges Problem ist, dass sieben Prozent aller Patienten über 60 Jahre ein gutartiges Wachstum, häufig der Nebenniere, aufweisen, welches bei Bilddiagnostik zur Untersuchung anderer Symptome entdeckt wird. Mit der Zunahme von Ganzkörper-CT-Analysen zur Gesundheitsvorsorge (USA) wird eine schnellere Früherkennung erwartet.
Mit der unerwarteten Entdeckung auf diagnostischen Bildern steht der Arzt vor der Frage, ob die Veränderungen tatsächlich harmlos sind. Meist sind deshalb weitere Tests nötig.

## Inzidentalome der Nebenniere
Bei Nebennierentumoren wird häufig ein Dexamethason-Suppressionstest durchgeführt, um einen Cortisol-Überschuss im Rahmen eines Cushing-Syndroms zu erkennen. Weitere endokrinologische Untersuchungen sind eine Labordiagnostik mit Nachweis von Metanephrin und Normetanephrin zum Ausschluss eines Phäochromozytoms sowie die Bestimmung des Renin-Aldosteron-Quotienten zum Ausschluss eines primären Hyperaldosteronismus. Tumoren unter drei Zentimeter Größe werden generell als gutartig eingeschätzt und nur bei Diagnose von Cushing-Syndrom, primärem Hyperaldosteronismus oder Phäochromozytom behandelt. Meist wachsen diese Tumoren langsam und werden oft erst im Rahmen einer anderen Untersuchung, z. B. CT-Analysen oder anlässlich eines operativen Eingriffs, zufällig entdeckt. Sie bleiben häufig lange Zeit unerkannt und verursachen erst ab einer bestimmten Größe Beschwerden.

## Hypophysen-Inzidentalom
Routineuntersuchungen zeigten, dass Hypophysentumoren relativ häufig sind. Es wird angenommen, dass etwa zehn Prozent der Erwachsenen solche endokrinologischen Läsionen aufweisen. Das weitere Vorgehen richtet sich nach der Tumorgröße (Mikroadenom/Makroadenom). Nach der Prüfung der Hormonaktivität (insbesondere von Prolactin) bzw. der Hypophysenfunktion erfolgt die Abklärung der Operations-Indikation in einem spezialisierten Zentrum.

## Weitere
Andere Organe können ebenso von Inzidentalomen betroffen sein, so die Leber (oft ein Hämangiom), die Schilddrüse, die Nebenschilddrüsen und die Nieren.

## Wissenschaftliche Kritik
Das Konzept der Inzidentalome wird kritisiert, da solche Läsionen bis auf den Zufallsbefund und den Umstand, dass sie klinisch gesehen inaktiv sind, nicht viele Gemeinsamkeiten haben. Die Pathologie zeigt kein einheitliches histologisches Muster.